# Pierre Vassiliu
Pierre Vassiliu (Villecresnes, 1937. október 23. – Sète, 2014. augusztus 17.) francia énekes, dalszerző, színész.

## Pályakép
Apja Franciaországba emigrált román orvos volt, anyja pedig zenerajongó, lelkes, amatőr zongorista. Pierre Vassiliunak tizenöt évesen el kellett hagynia a családi házat, annyira „rosszcsont” volt. Linkább a lóversenyek iránti szenvedélyelye az sodorta bajba. 1950-es évek elején zsokétanonc lett. Hogy eltartsa magát, lovaglóleckéket adott. Így viszont találkozhatott olyan híres emberekkel, mint Roger Pierre és Jean-Marc Thibault, akik zenélésre ösztönözték.
Első lemeze, az „Armand” (amelyet bátyjával, Michellel írt), 1962-ben jelent meg. Óriási sikert aratott, 150 000 példányban kelt el. Megnyílt előtte a párizsi Olimpia kapuja. Ekkor két hónapos turnéja volt folytatott Françoise Hardyval, Jacques Dutronccal és Johnny Hallyday-jel.
Az algériai háború alatt Vassiliu huszonkilenc hónapig szolgált a hadsereg fotósaként. Bíróság elé került, mert egy hangszórókkal felszerelt katonai teherautóval sugározta a „Demande” című antimilitarista dalát.
Számos slágere volt, köztük a „Charlotte”, az „Ivanhoe” és a „La femme du sergent” az algériai háború idején cenzúrázva lett.
Az 1973-as „Qui c'est celui-là?” című dala (Chico Buarque „Partido Alto” című dalának feldolgozása) több mint 300 000 példányban kelt el.
2003-ban CD-t készített a Casamance Kalone Orchestra szenegáli griotjaival. Vassiliu ugyanis élete egy részét Szenegálban töltötte.
2014-ben álmában halt meg, miután évekig küzdött Parkinson-kórral.

## Albumok
- 1965: Pierre Vassiliu
- 1970: Amour, amitié
- 1972: Attends
- 1974: Je suis un pingouin
- 1975: Voyage
- 1976: Pierre Vassiliu ou Alentour de lune
- 1978: Déménagements
- 1979: Pierre Vassiliu ou Toute nue
- 1981: Le cadeau
- 1982: Présentement
- 1983: Roulé… boulé
- 1987: L'Amour qui passe
- 1993: La Vie ça va
- 1995: Les délires de Pierre Vassiliu
- 1998: Parler aux anges
- 2003: Pierre Précieuses
- 2018: Face B, 1965-1981

## Filmek
- Pierre Vassiliu az IMDb-n

## Fordítás
Ez a szócikk részben vagy egészben  a   Pierre Vassiliu című angol Wikipédia-szócikk ezen változatának fordításán alapul.  Az eredeti cikk szerkesztőit annak laptörténete sorolja fel. Ez a jelzés csupán a megfogalmazás eredetét és a szerzői jogokat jelzi, nem szolgál a cikkben szereplő információk forrásmegjelöléseként.